# Palaemon ritteri
Palaemon ritteri is een garnalensoort uit de familie van de Palaemonidae. De wetenschappelijke naam van de soort is voor het eerst geldig gepubliceerd in 1895 door Holmes.